# Lophotavia incivilis
Lophotavia incivilis är en fjärilsart som beskrevs av Walker 1865. Lophotavia incivilis ingår i släktet Lophotavia och familjen nattflyn. Inga underarter finns listade i Catalogue of Life.